# Пи Жисю
Пи Жисю (кит. 皮日休, пиньинь Pí Rìxiū; ок. 834– 883) — китайский поэт, живший во времена империи Тан. Детские имена Ишао (кит. 逸少, пиньинь Yìshǎo) и Симэй (кит. трад. 襲美, упр. 袭美, пиньинь Xíměi). Писал под псевдонимом Лу Мэньцзы (кит. трад. 鹿門子, упр. 鹿门子, пиньинь Lù Ménzi).

## Биография
Родился в уезде Цзинлин в 830 году. В 860 году сдал экзамен и получил степень «цзиньши». После поездки в область Сучжоу в 868 году участвовал в победе над повстанцами Хуан Чао, позднее вышел на пенсию в южном Китае. Погиб в 883.

## Творчество
Являлся одним из известных поэтов времен падения империи Тан. По таланту часто сравнивается с Лу Гуймэном, поэтому время распада империи Тан был современниками назван «Временами Пи и Лу». Писал сатирические произведения, т. н. «мелочи», афоризмы.
Самое известное стихотворение «Сочувствую луншанским жителям».

«Сочувствую луншаньским жителям»
Луншаньские горы поднялись на тысячи футов.

Попугаи вьют гнезда на неприступных вершинах.

В ущельях ютятся простые и темные люди,

Повиснув над бездной, на веревках взбираются к небу.

В высоте поднебесной птичьи гнезда они караулят,

И тот, кто сорвался, — разобьется о твердые скалы.

Птиц много, но в руки они никому не даются.

Едва ли не девять из десятка людей погибают…

На реке Лунчуань солдаты стоят гарнизоном.

Генерал приказал им резать из дерева клетки,

Чтобы в них ко двору посылать попугаев крикливых.

Перья у птицы красивые, да что в них прибытку. —

Язык попугая не скажет полезного слова. 

Не глупо ль так низко расценивать жизнь человека 

И жертвовать ею ради никчемных игрушек?

Я слышал, что прежде правители были мудрее

И птиц не считали ни роскошью, ни богатством.

А ныне льют слезы луншаньские жители в горе.

— Перевод Г. Ярославцева